# Peter Fredrik Hederstierna
Peter Fredrik Hederstierna, född den 5 juli 1758 i Karlskrona, död där den 24 november 1808, var en svensk sjömilitär. Han var far till Carl Johan Hederstierna.
Hederstierna blev kadett vid amiralitetet 1773, fänrik där 1779, löjtnant 1786, kapten 1788, major 1793 och överstelöjtnant i flottorna 1805. Han blev riddare av Svärdsorden 1790. 